# Chrysostomus Giner
Pour les articles homonymes, voir Giner.
Chrysostomus Giner, né le 23 février 1930 à Thaur (Tyrol, Autriche) et mort le 24 février 2024, est un prélat catholique autrichien. Il est prévôt du l'abbaye de Neustift et prélat de la congrégation des chanoines réguliers autrichiens de saint Augustin de 1969 à 2005. 

## Biographie
Neveu de l'abbé Ambros Giner (de), Chrysostomus entre au couvent de Novacella en 1949. Après avoir reçu son doctorat en théologie à Rome, il est ordonné prêtre le 5 septembre 1954. 
Il devient chapelain à Assling, puis professeur à l'école du couvent de Novacella, maître des novices et, enfin, aumônier de la Katholische Jugend Österreich (de), à Vienne. Il enseigne également le mystère du Salut à l'Académie théologique de Brixen (de).
En 1969, il est élu prélat de la congrégation des chanoines réguliers autrichiens de saint Augustin. Il est installé le 2 septembre, puis reçoit sa bénédiction abbatiale le 18. Âgé de 39 ans, il est alors le plus jeune supérieur de l'ordre. Il sert dans le même temps comme prévôt du l'abbaye de Neustift . Il y développe le tourisme et l'éducation et fait rénover la collégiale en 1982.

## Référence
1. ↑  (de) « Bischof Ivo Muser zum Tod von Prälat Chrysostomus Giner: "Abt durch und durch" », sur www.bz-bx.net, 25 février 2024 (consulté le 4 mars 2024)
2. ↑  Giner, Chrysostomus